# Lauco

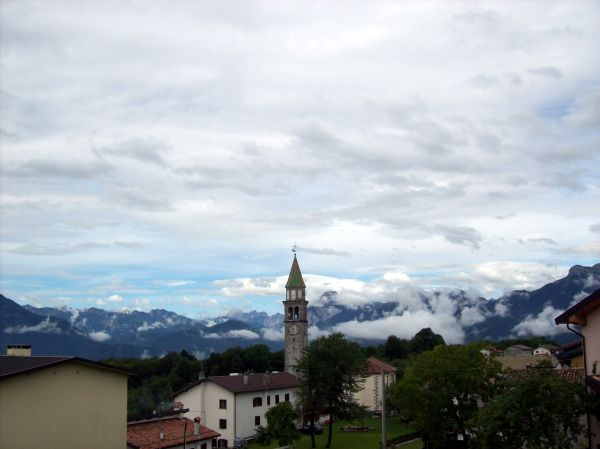
Blick auf Lauco

Lauco (friulanisch: Lauc) ist eine Gemeinde mit 649 Einwohnern (Stand 31. Dezember 2023) in der italienischen Region Friaul-Julisch Venetien.

## Geografie

### Lage
Das Gemeindegebiet liegt in ca. 719 m Höhe auf einer 35 km² umfassenden Hochebene, die von einem Südausläufer des Berges Arvenis gebildet wird und steil zum Tagliamento-Tal abfällt. Angrenzende Gemeinden sind Ovaro, Raveo, Sutrio, Tolmezzo, Villa Santina und Zuglio.

### Gemeindegliederung
Ortsteile von Lauco sind Allegnidis (Dalenies), Avaglio (Davai), Buttea (Butee), Trava (Trave) und Vianaio (Vinai). Des Weiteren gibt es noch die dazugehörigen kleinen Weiler Chiassis di sopra, Chiassis di sotto, Sot Crez, Isimidi, Chiauians, Portreal, Plugna, Runchia, Fuessa, Uerpa, Vas, Pesmolet, Val di Lauco, Chiamp und Trischiamp.

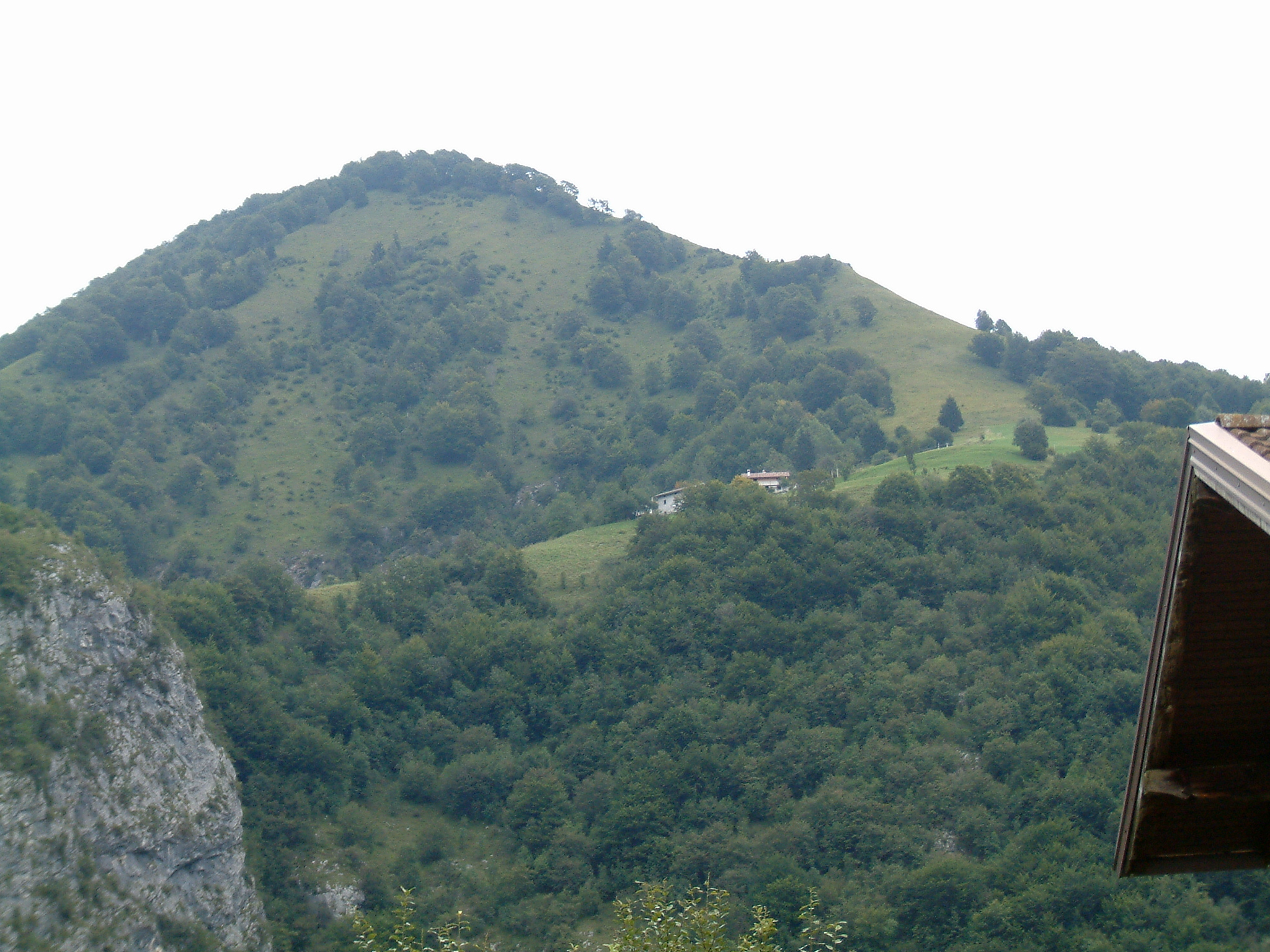
Pesmolet
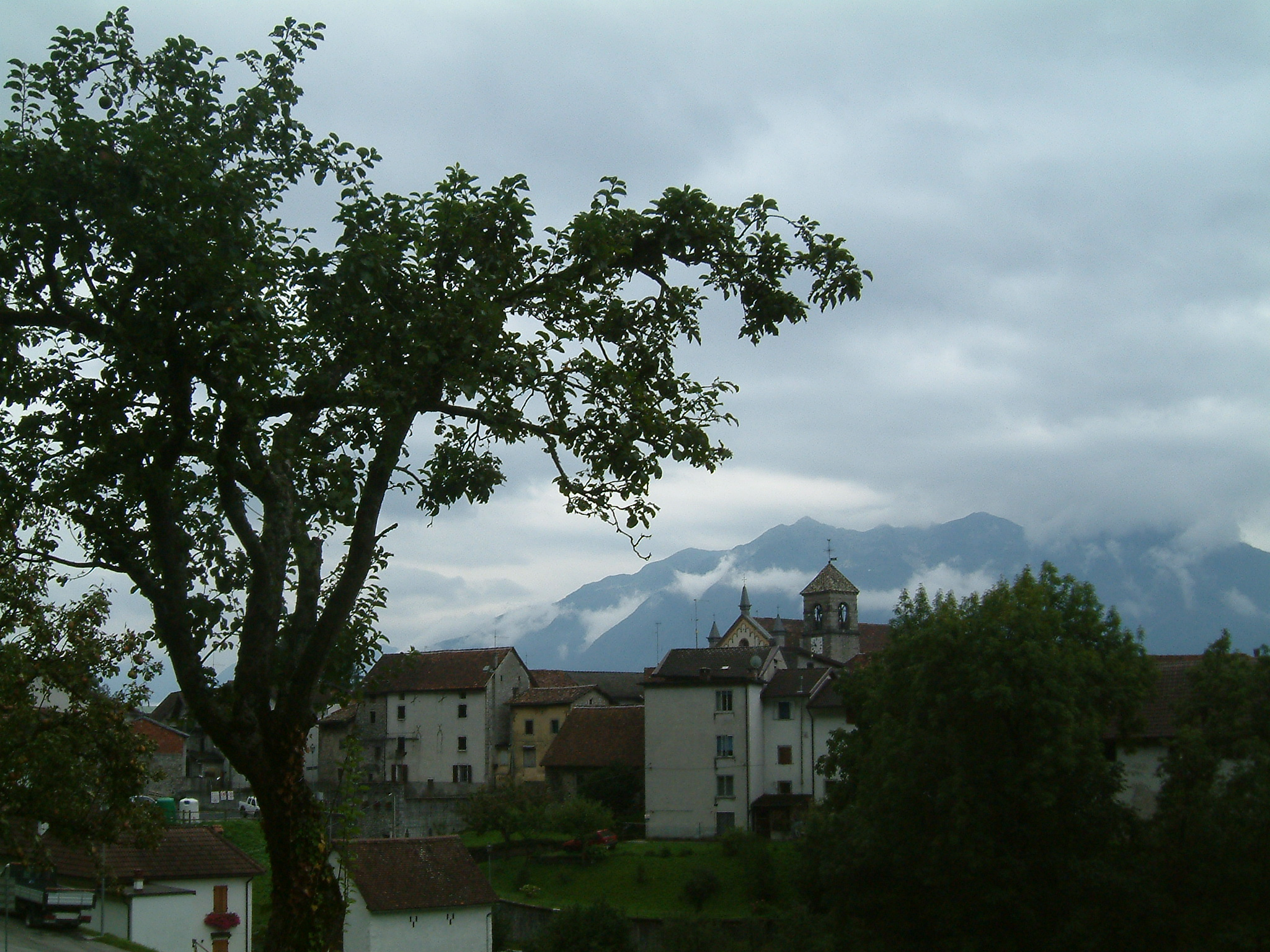
Trava di Lauco
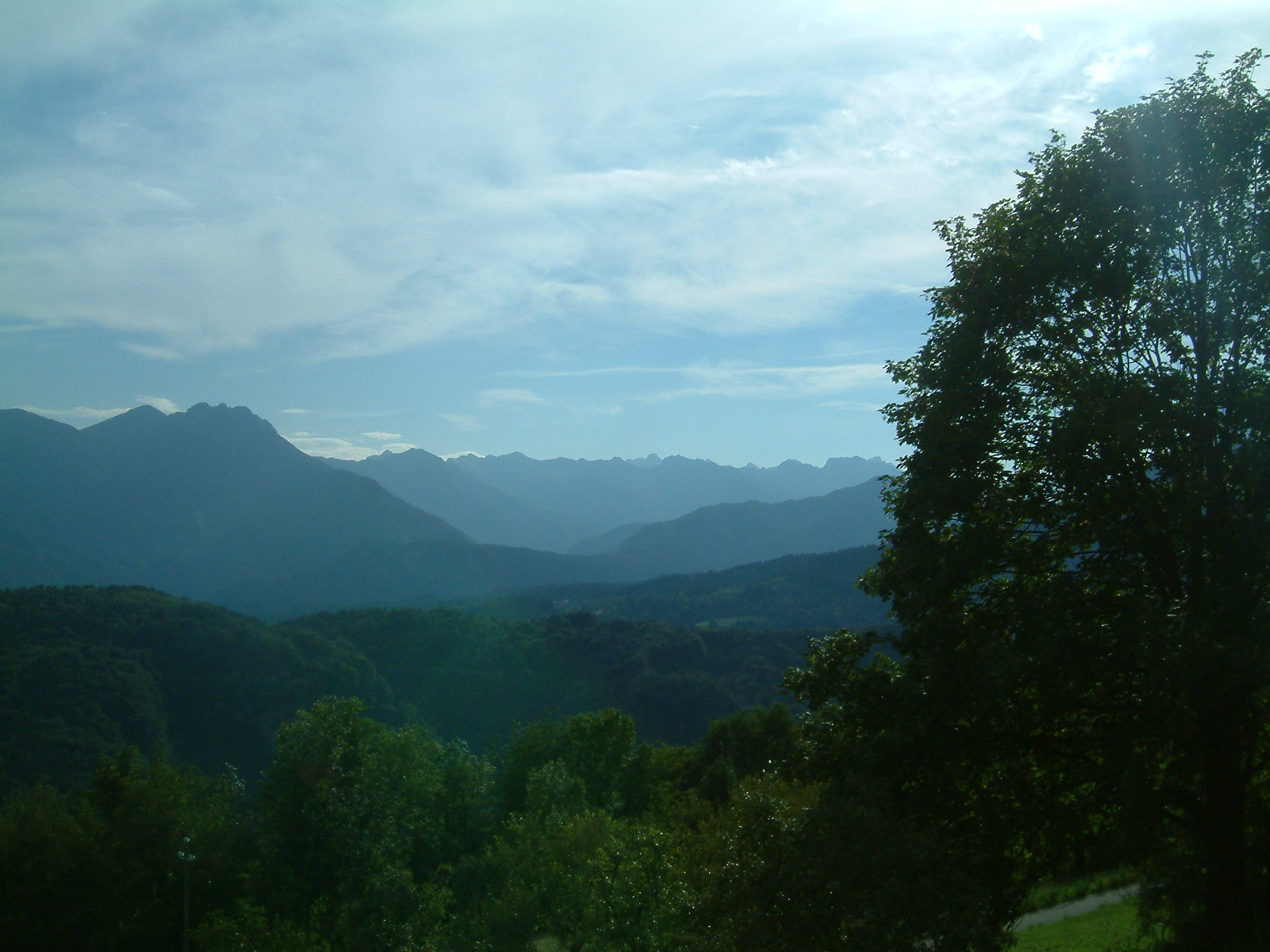
Tal des Tagliamento

### Fließgewässer
Die Schlucht von Vinadia ist eine 200 Meter tiefe und stellenweise nur ein paar Meter breite Schlucht, die Ergebnis der Erosion der drei Bäche Chiantone, Pichons und Vinadia ist.

## Geschichte
Der Name Lauco wird erstmals im Jahr 914 erwähnt. Er leitet sich vom keltischen leucos für blendend bzw. weiß ab. Ausgrabungen weisen auf eine Besiedelung schon in vorrömischer Zeit hin. Im Mittelalter gehörte das Gebiet zur Herrschaft des Patriarchen von Aquileia. Um 1420 fällt es an die Republik Venedig und im Jahre 1797 an Österreich-Ungarn. Seit 1866 gehört es zu Italien.

## Bevölkerungsentwicklung
Der Rückgang der Bevölkerung (1911: 3154 Einwohner, 1951: 2529 Einwohner, 2001: 877 Einwohner) ist nicht zuletzt auch auf die schlechte wirtschaftliche Situation der Kommune zurückzuführen.

## Veranstaltungen
- Tir des cidules – übersetzt der Wurf der sog. cidules, das sind brennende Rädchen aus Buchenholz – ist bestimmt das am häufigsten praktizierte Ritual und stammt vermutlich von den Kelten, die das Feuer als Gottheit verehrten.
- Im Ortsteil Vinaio können Besucher am Karfreitag an einem Passionsspiel teilnehmen, bei dem in den Dorfgassen der Leidensweg Christi inszeniert wird.
- Am 1. Mai findet ein großes Volksfest auf den breiten Wiesen von Porteal statt.
- Im Juni wird im Ortsteil Avaglio das Fest „Stàndard“ begangen, eine Art Übergangsritus für die jungen Dorfbewohner, die volljährig werden.
- Im Weiler Uerpa wird im Spätsommer das Volksfest „Fieste dal Pastor“ veranstaltet, bei der sich alles um die Milchprodukte der Region dreht.
- Am Heiligabend kommen Bewohner der verschiedenen Ortsteile der Gemeinde in Lauco zum Fackelzug „dai Madins“ zusammen, wo sie die Stunden vor der Weihnachtsmesse bei Glühwein und lokalen Spezialitäten verbringen.